# Елба (Міннесота)
Елба (англ. Elba) — місто (англ. city) в США, в окрузі Вінона штату Міннесота. Населення — 129 осіб (2020).

## Географія
Елба розташована за координатами 44°5′11″ пн. ш. 92°1′6″ зх. д. / 44.08639° пн. ш. 92.01833° зх. д. (44.086393, -92.018276).  За даними Бюро перепису населення США в 2010 році місто мало площу 5,28 км², уся площа — суходіл.

## Демографія
Згідно з переписом 2010 року, у місті мешкали 152 особи в 70 домогосподарствах у складі 44 родин. Густота населення становила 29 осіб/км².  Було 76 помешкань (14/км²).
Расовий склад населення:
| - 98,7 % — білих - 1,3 % — осіб інших рас |

До двох чи більше рас належало 0,0 %. Частка іспаномовних становила 3,3 % від усіх жителів.
За віковим діапазоном населення розподілялося таким чином: 19,1 % — особи молодші 18 років, 64,5 % — особи у віці 18—64 років, 16,4 % — особи у віці 65 років та старші. Медіана віку мешканця становила 45,3 року. На 100 осіб жіночої статі у місті припадало 137,5 чоловіків;  на 100 жінок у віці від 18 років та старших — 132,1 чоловіків також старших 18 років.
Середній дохід на одне домашнє господарство  становив 41 138 доларів США (медіана — 31 667), а середній дохід на одну сім'ю — 44 135 доларів (медіана — 29 250). За межею бідності перебувало 28,1 % осіб, у тому числі 53,3 % дітей у віці до 18 років та 15,6 % осіб у віці 65 років та старших.
Цивільне працевлаштоване населення становило 61 осіб. Основні галузі зайнятості: освіта, охорона здоров'я та соціальна допомога — 21,3 %, роздрібна торгівля — 14,8 %, мистецтво, розваги та відпочинок — 14,8 %.